# León et Olvido
Pour plus de détails, voir Fiche technique et Distribution.
León et Olvido (León y Olvido ; Léon e Olvido en galicien) est un film espagnol sorti en 2004.

## Synopsis
León et Olvido ont 21 ans, ils sont orphelins et sont jumeaux. León est trisomique (syndrome de Down)et, depuis la mort de leurs parents, Olvido se retrouve seule pour s'occuper de lui.
Fatiguée d'alterner petits boulots et liaisons sans avenir, elle rêve d'avoir une vie à elle. Une vie où León serait de trop.
Mais c'est sans compter sur la détermination de ce frère qui se fait renvoyer de l'établissement spécialisé où il est placé et fait tout pour attirer son attention. Soudain l'amour fraternel et les pulsions fratricides se mêlent...

## Fiche technique
- Titre original : León y Olvido
- Titre français : León et Olvido
- Réalisation : Xavier Bermúdez
- Scénario : Xavier Bermúdez
- Direction artistique : Rodrigo Roel
- Photographie : Alfonso Sanz Alduán
- Montage : Javier Alberto Correa Harley
- Musique : Coché Villanueva
- Pays d'origine : Espagne
- Format : Couleurs
- Genre : drame
- Durée : 112 minutes
- Date de sortie : 2004

## Prix
- Prix spécial du jury au Festival de Cine Español de Málaga (2004)[1].
- Festival international du film de Karlovy Vary : Globe de cristal : Meilleure réalisation (Xavier Bermúdez) ,Meilleure actrice (Marta Larralde) (2004).
- Prix du public du Festival international à Athènes (2004).
- CineEspaña Festival à Toulouse, Meilleur Scénario, Mellieure Actrice (Marta Larralde) (2004)[2].
- Festival de cinéma international d'Orense (es) : Meilleure réalisation (Xavier Bermúdez) Meilleure actrice (Marta Larralde) (2004) .
- Black Nights Film Festival (Tallinn /Estonie) (2004)
- Prix FIPRESCI et Mention spéciale pour Guillem Jiménez dans le Tbilisi International Film Festival (Tbilissi /Georgie) (2006)